# Corul pompierilor
Corul pompierilor este un film românesc din 2000 regizat de Cristian Mungiu. Rolurile principale au fost interpretate de actorii Doru Ana, Mircea Diaconu, Doru Nițescu.

## Distribuție
Distribuția filmului este alcătuită din:
- Alexandru Popescu — Băiatul
- Constantin Ghenescu — cel care spune bancul
- Bogdan Alexandru Talașman — Reporter
- Valeriu Andriuță — Pompierul șef
- Papil Panduru — Alexandru Pârlogea Colibași
- Marioara Sterian — Mama fetiței
- Alberto Svet — Pompierul cu toba
- Doru Nițescu — Operator TV
- Vali Pavel — cel care ascultă bancul
- Doru Ana — Preotul
- Matei Alexandru — Primarul
- Mircea Diaconu — Tatăl
- Ioan Gyuri Pascu — Rusul
- Maria Junghietu — Mătușa
- Ecaterina Nazare — Mama
- Carmen Dracea — Fetița
- Florin Grigoraș — Tâmplar
- Simona Mihăescu — Măicuța